# Pierre Shale
O Pierre Shale é uma formação ou série geológica no Cretáceo Superior que ocorre a leste das Montanhas Rochosas nas Grandes Planícies, do Vale Pembina no Canadá ao Novo México.
O Pierre Shale foi descrito por Meek e Hayden em 1862 no Proceedings of the Academy of Sciences (Filadélfia). Eles o descreveram como um xisto cinza-escuro, fossilífero, com veios e veios de gesso, e concreções de óxido de ferro . O Pierre Shale tem cerca de 210 m de espessura na localidade-tipo. Ela cobre a divisão Niobrara e é a base dos leitos de Fox Hills. Foi nomeado em homenagem a uma ocorrência perto de Fort Pierre, no rio Missouri, em Dakota do Sul.